# Lanzatus somalilandus
Espèce
Lanzatus somalilandus est une espèce de scorpions de la famille des Buthidae.

## Distribution
Cette espèce est endémique du Somaliland en Somalie. Elle se rencontre vers Sheikh.

## Description
Le mâle holotype mesure 17,90 mm et la femelle paratype 25,83 mm.

## Étymologie
Son nom d'espèce lui a été donné en référence au lieu de sa découverte, le Somaliland.

## Publication originale
- Kovařík, Lowe & Šťáhlavský, 2016 : « Scorpions of the Horn of Africa (Arachnida: Scorpiones). Part IX. Lanzatus, Orthochirus, and Somalicharmus (Buthidae), with description of Lanzatus somalilandus sp. n. and Orthochirus afar sp. n. » Euscorpius, no 232, p. 1-38 (texte intégral).